# National Health (album)
National Health is het eerste album van de Britse progressieve-rockband National Health.

## Inleiding
De band had voor en na het album te maken met veel personeelswisselingen. Zo maakte Bill Bruford in 1976 even deel uit van National Health en vertrok Neil Murray na het album naar Whitesnake. De muziek wordt gezien als voorbeeld uit de Canterbury scene. Het album werd opgenomen rond maart 1977 in twee geluidsstudio's in Londen (The Point Studios en Mobile Mobile). Het intro van Elephants werd eigenaardig genoeg in Tiel (MLTS) opgenomen. Het album werd pas een jaar later uitgebracht. Dave Stewart verklaarde in een heruitgave in 1989 dat niemand eigenlijk op hun muziek zat te wachten. Gelukkig wilde Affinity Records er wel aan beginnen, zodat studio en muziekproducent alsnog betaald konden worden.
Het album kreeg een aantal heruitgaven, in 1989 voor de Amerikaanse markt getiteld Complete. Deze heruitgave ging gepaard met de andere albums en enkele liveopnamen. In 2009 was dat verzamelalbum al enige tijd niet meer verkrijgbaar. In 2009 gaf Esoteric Recordings een heruitgave uit, zonder aanvullingen.
Het album kreeg in het jaar van uitgave nauwelijks aandacht in de Nederlandse pers. Zo kreeg de band bijvoorbeeld geen eigen artikel in de eerste edities van de OOR's Pop-encyclopedie (1979/1982, ook versie 1992 noemt de band in het geheel niet).

## Samenstelling

### National Health
- Phil Miller: gitaar
- Dave Stewart: orgel, (elektrische) piano
- Neil Murray: basgitaar
- Pip Pyle: drums

### Gasten
- Alan Gowen: elektrische piano
- Amanda Parsons: zang
- Jimmy Hastings: dwarsfluit, klarinet
- John Mitchell: percussie

## Muziek
| Nr. | Titel                                            | Duur  |
| --- | ------------------------------------------------ | ----- |
| 1.  | Tenemos Roads (Dave Stewart)                     | 14:32 |
| 2.  | Brujo (Alan Gowen)                               | 10:13 |
| 3.  | Borogoves (Excerpt from Part Two) (Dave Stewart) | 4:12  |
| 4.  | Borogoves (Part One) (Dave Stewart)              | 6:29  |
| 5.  | Elephants (Dave Stewart / Alan Gowen)            | 14:32 |

Bill Bruford in National Health is te horen in een ultra kort stukje uit het nummer Paracelsus dat op 17 februari 1976 opgenomen werd voor een radio-uitzending. Het was een inleidende track van het Amerikaanse verzamelalbum Complete.